# トライアンフ・TR5
TR5（Triumph TR5）は、イギリスのトライアンフ・モーター・カンパニーが1967年8月から1968年9月まで製造したスポーツカーである。

## 概要
外見的には先代のTR4とほぼ同等だが、ルーカス・インダストリーズ製の機械式燃料噴射装置を装備した排気量2.5 Lの直列6気筒エンジンを搭載し、出力150 bhp (110 kW)を発生した。当時、市販車では燃料噴射はまだ一般的ではなく、トライアンフは販促用パンフレットで「燃料噴射を搭載した、初めてのイギリスの量産スポーツカー」と訴求した。
基本価格は税込1,260ポンドで、ディスクブレーキ、独立懸架、ラック・アンド・ピニオン式ステアリングおよび4速ギアボックスが標準で装備されていた。オプションとしてはワイヤーホイール（38ポンド）、オーバードライブ（60ポンド）、トノーカバー（13ポンド）が用意されていた。また、剛性のあるリアウィンドウ、ドライバーとパッセンジャーの頭上をカバーする取り外し可能な柔らかい布地製のパネルで構成される「サリートップ」と呼ばれるハードトップシステムがオプションとして用意された。
総生産台数は2,947台で、うち1,161台がイギリス向け、その他は左ハンドル仕様としてフランス、ベルギー、ドイツなどに輸出された。2011年第1四半期時点でイギリスの免許自動車ライセンス局には約410台のライセンス登録と74台の自動車税支払い中のTR4が登録されている。

### TR250
TR250はTR5の北米市場向けモデルである。同地の厳しい排ガス規制に対応するため、ルーカス製の燃料噴射装置に代えてゼニス・ストロンバーグキャブレターを装備しており、TR5よりも39bhp少ない111 bhp (83 kW)を発生、0–60 mph (0–97 km/h)加速に10.6秒を要した。それ以外についてはTR5と同等だった。
1968年当時のアメリカ合衆国におけるTR250の基本価格は3,395ドルで、オプションのワイヤーホイールが118ドル、オーバードライブが175ドル、エアコンが395ドルで用意された。総生産台数は8,484台で、大半が米国とカナダに輸出された
主要諸元
- エンジン：2498cc、6気筒、ボアxストローク 74.7mm x 95.0 mm、圧縮比8.5:1、111 bhp (83 kW; 113 PS)（4,500rmp）
- 最小回転半径：10.1 m (33.1 ft)
- 容量：

燃料タンク：51リットル (11.22 imp gal; 13.47 US gal)
エンジンオイル：5.4リットル (1.19 imp gal; 1.43 US gal)
ギアボックス：1.13リットル (0.25 imp gal; 0.30 US gal)
性能：
0 - 60 mph (0 - 97 km/h): 10.6秒
0 - 100 mph (0 - 161 km/h): 39秒
燃費：23.5マイル毎米ガロン (10.0 L/100km; 28.2 mpg‑imp) 

Triumph TR5
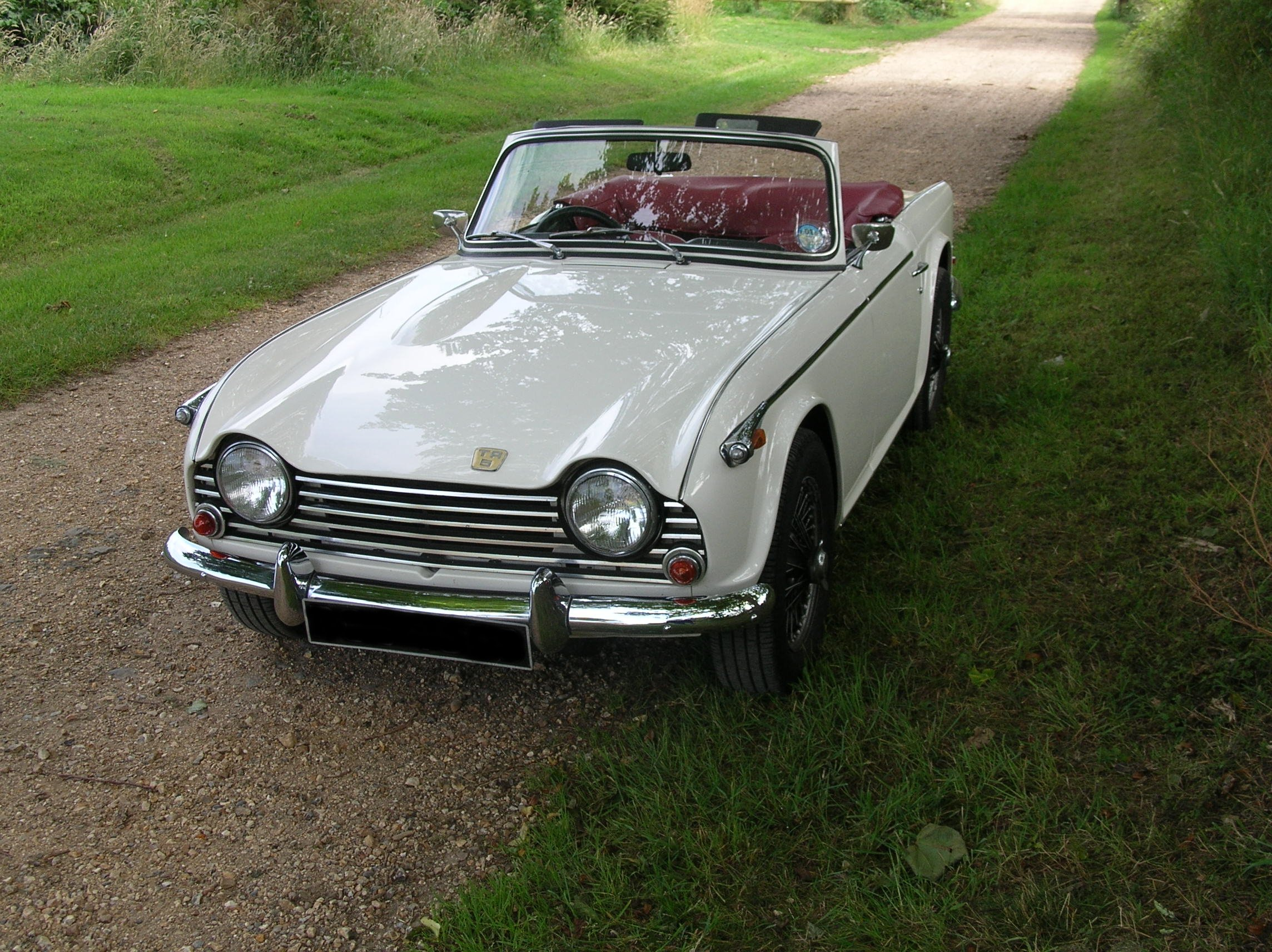
フロント
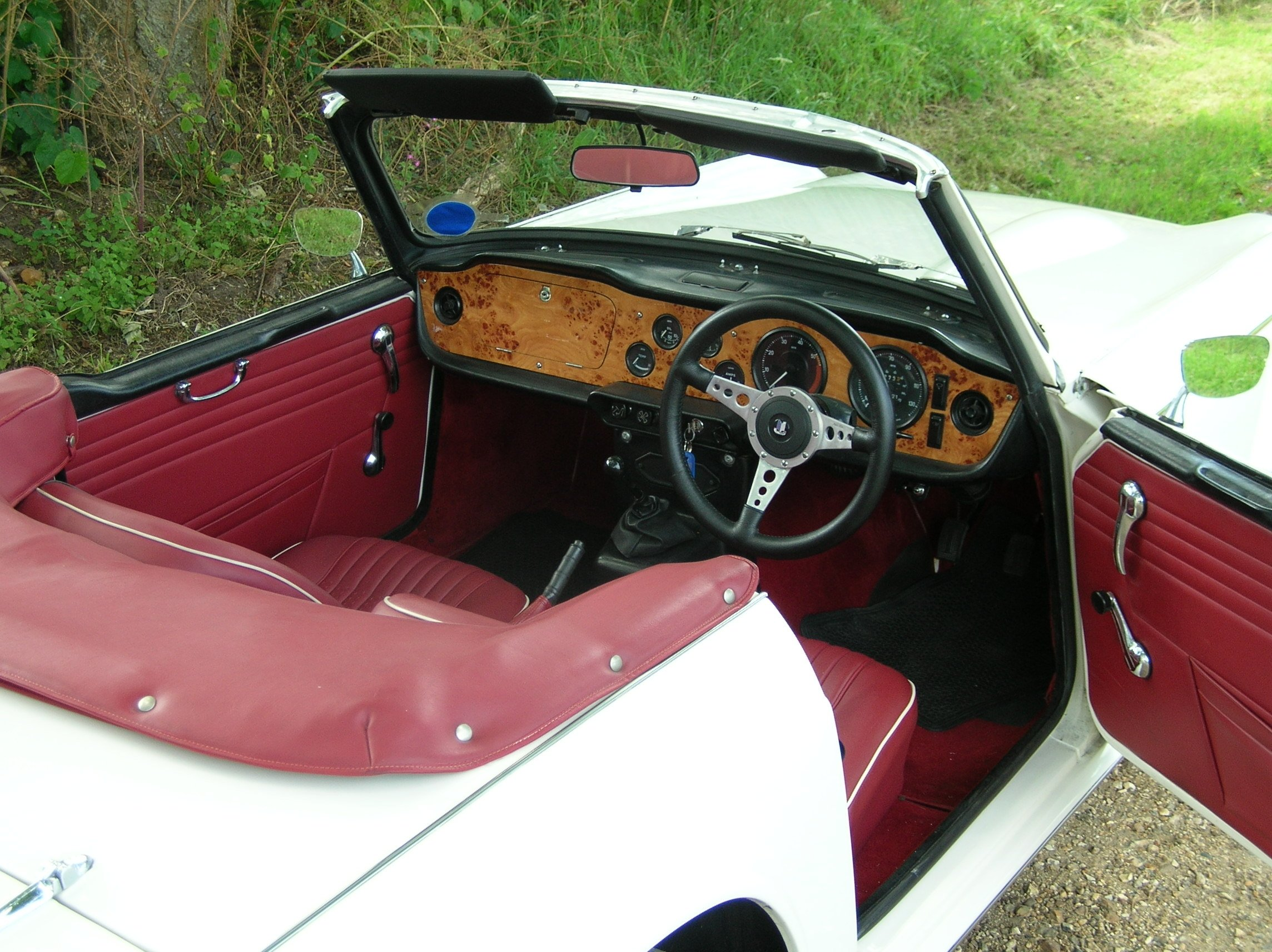
車内
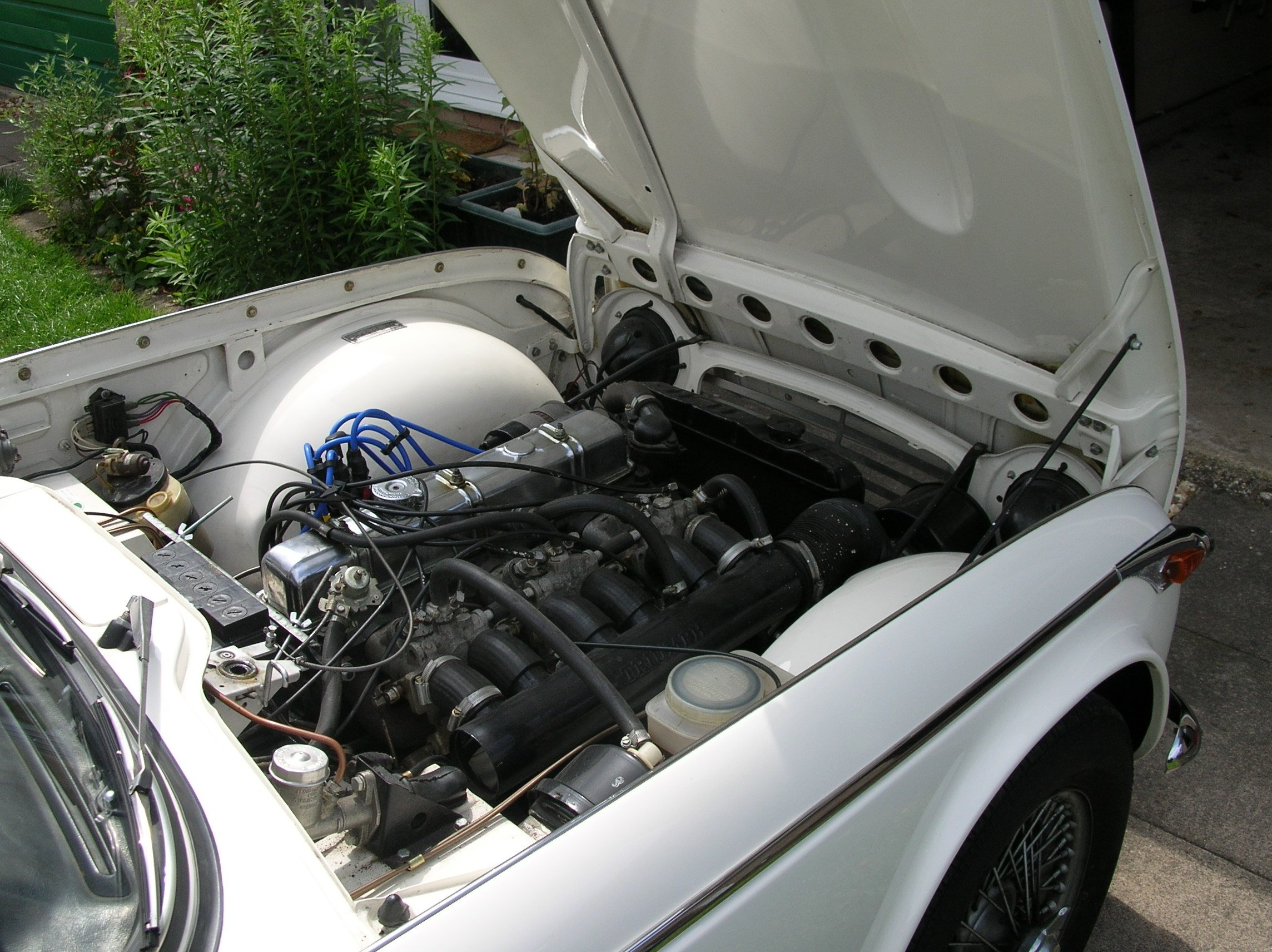
エンジンルーム
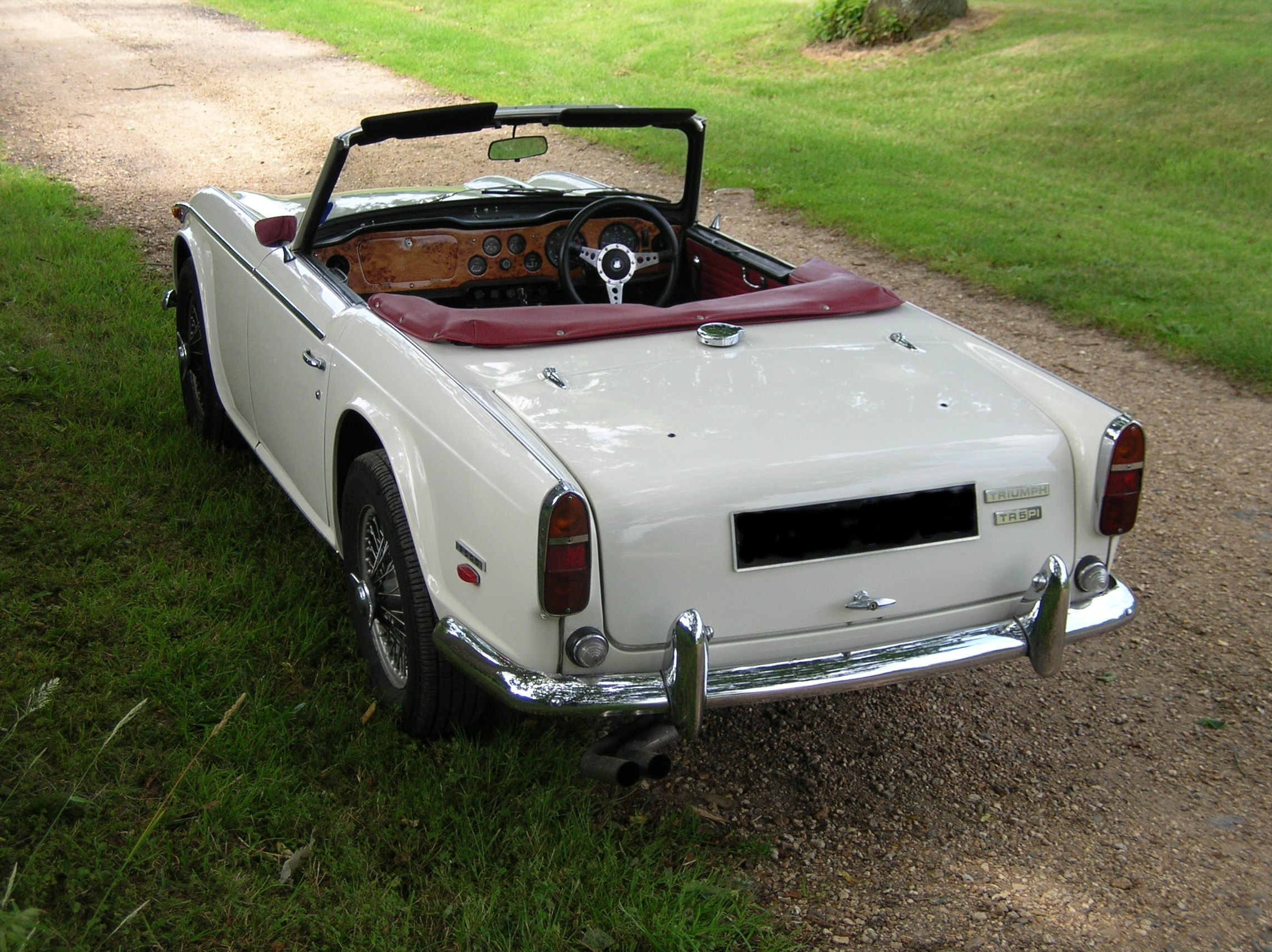
リアビュー
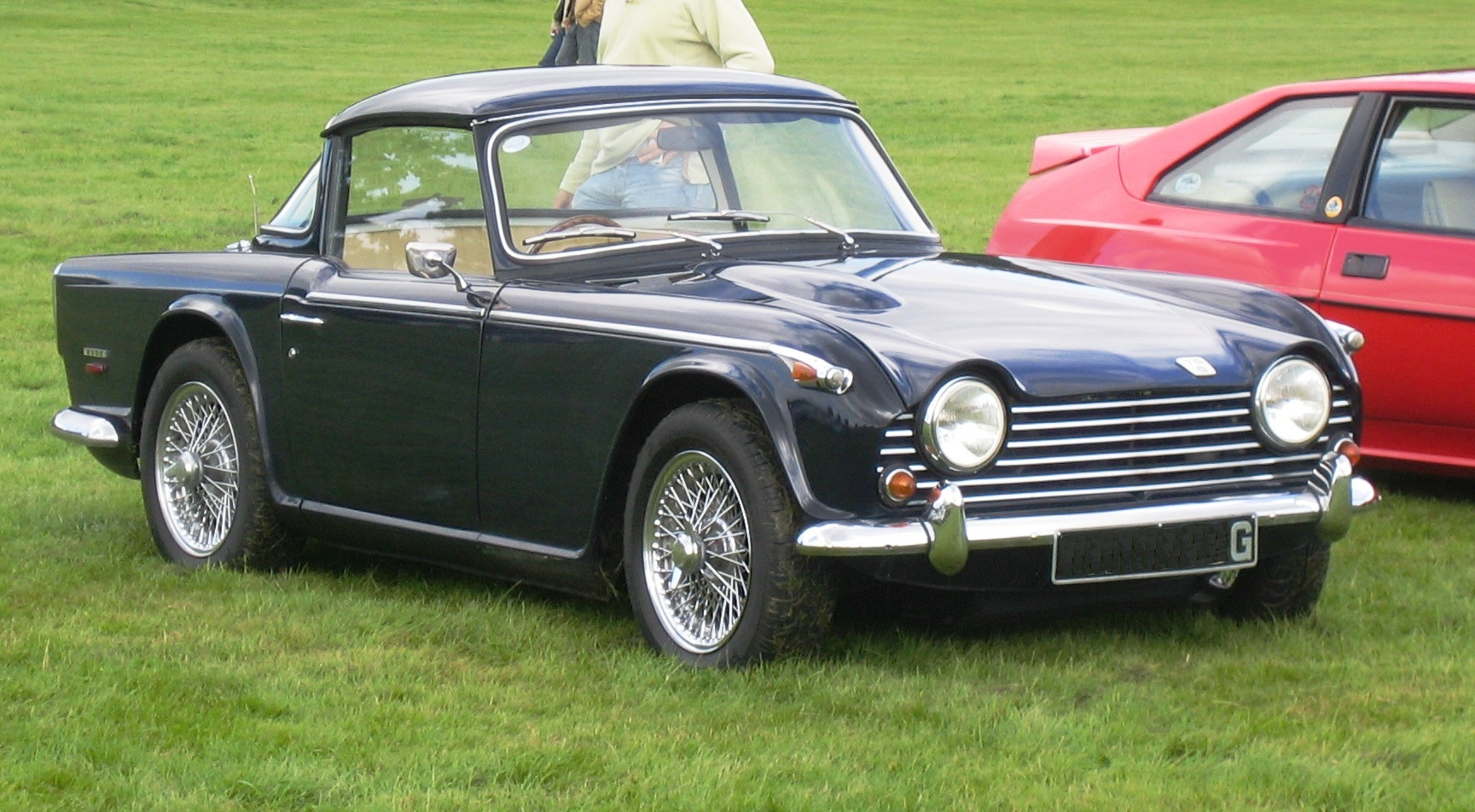
ハードトップを装着した状態のTR5
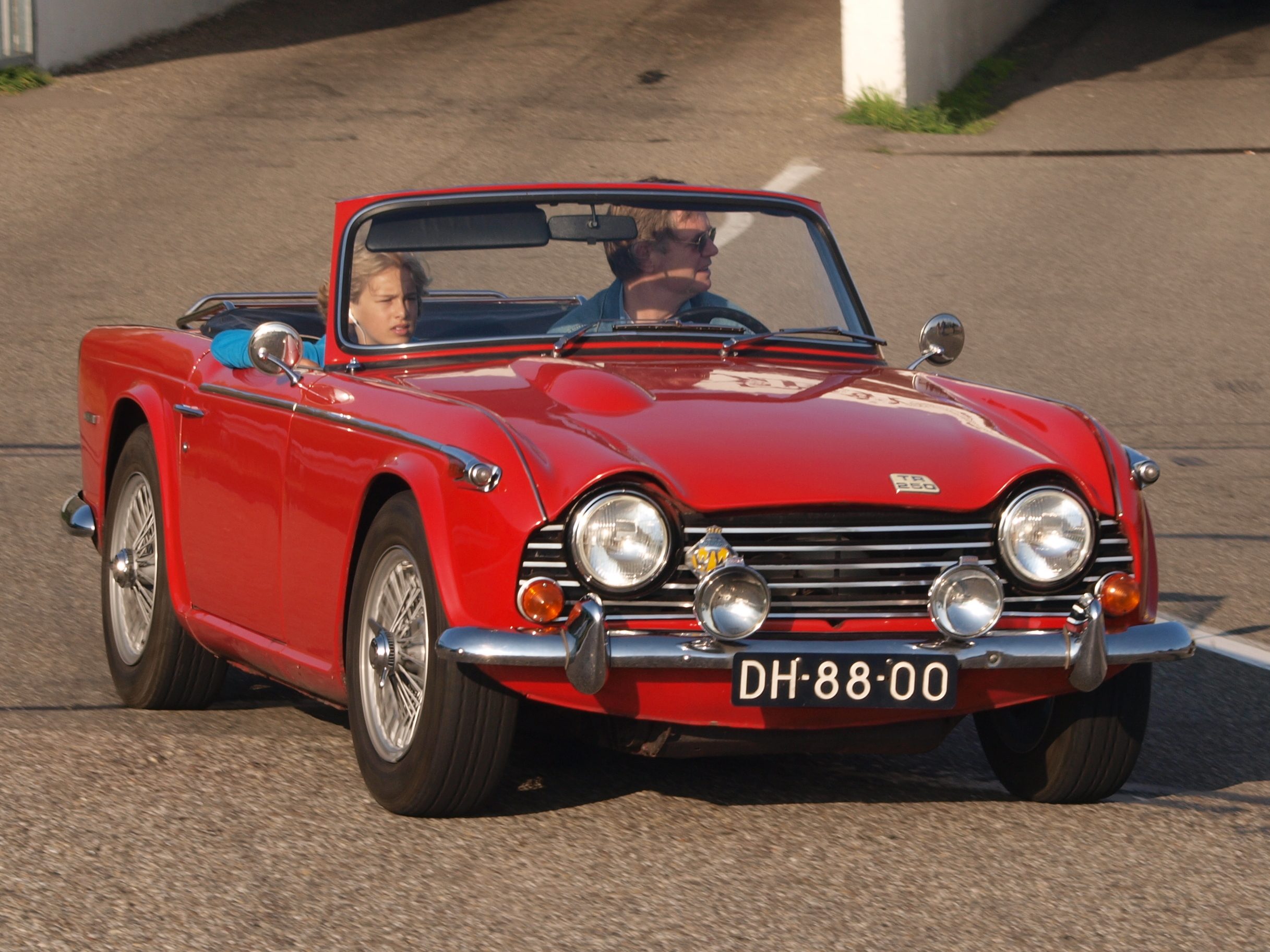
TR250
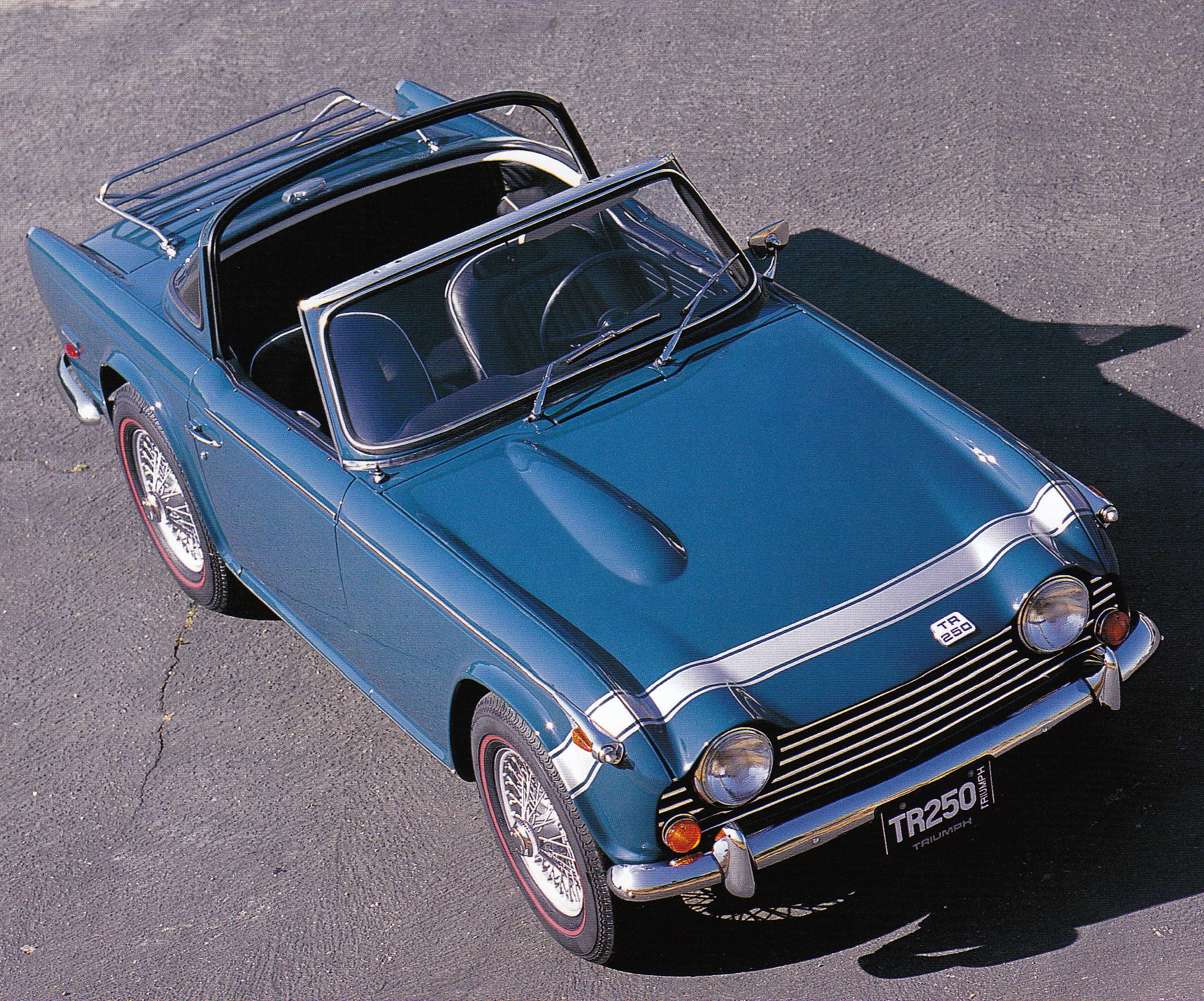
サリートップを装着した状態のTR250